# ويليام آدامز (أكاديمي)
ويليام آدامز (بالإنجليزية: William Adams)‏ (و. 1706 – 1789 م) هو أكاديمي، ومؤلف من مملكة بريطانيا العظمى، ولد في شروزبري، توفي عن عمر يناهز 83 عاماً.

## التعليم
تعلم في مدرسة أبنغدون ‏
.